# Lista de faculdades de medicina do Rio Grande do Sul
Esta lista reúne artigos sobre as instituições de ensino superior que possuem cursos ou faculdades de Medicina no Rio Grande do Sul.  

## Lista
1. Universidade Federal do Rio Grande do Sul (UFRGS - Porto Alegre): 140 vagas anuais [1]
2. Universidade Federal de Ciências da Saúde de Porto Alegre (UFCSPA -Porto Alegre): 100 vagas anuais[2]
3. Pontifícia Universidade Católica do Rio Grande do Sul (PUCRS - Porto Alegre): 91 vagas anuais[3]
4. Universidade Luterana do Brasil (ULBRA - Canoas): 80 vagas anuais[4]
5. Universidade Federal de Santa Maria (UFSM - Santa Maria): 80 vagas anuais
6. Centro Universitário Franciscano (UNIFRA – Santa Maria): 80 vagas anuais
7. Universidade de Caxias do Sul (UCS - Caxias do Sul): 100 vagas anuais
8. Universidade Federal do Rio Grande (FURG - Rio Grande): 70 vagas anuais
9. Universidade Federal de Pelotas (UFPel - Pelotas):106 vagas anuais[5]
10. Universidade Católica de Pelotas (UCPEL - Pelotas): 180 vagas anuais [5]
11. Universidade de Passo Fundo (UPF - Passo Fundo): 80 vagas anuais
12. Universidade Federal da Fronteira Sul (UFFS - Passo Fundo) – 80 vagas anuais
13. Faculdade Meridional (IMED – Passo Fundo): 42 vagas
14. Universidade Regional Integrada do Alto Uruguai e das Missões (URI - Erechim): 55 vagas semestrais (110 vagas anuais) [6]
15. Universidade de Santa Cruz do Sul (UNISC - Universidade de Santa Cruz do Sul): 70 vagas anuais
16. Universidade do Vale do Taquari (UNIVATES - Lajeado): 50 vagas anuais
17. Universidade Federal do Pampa (UNIPAMPA - Uruguaiana): 60 vagas anuais[7]
18. Universidade Feevale (FEEVALE - Novo Hamburgo): 90 vagas anuais + VAGAS PROUNI
19. Universidade do Vale do Rio dos Sinos (UNISINOS - São Leopoldo): 27 vagas semestrais (54 vagas anuais) [8]

TOTAL DE VAGAS: 1561 vagas